# Vacamonte
Vacamonte es un corregimiento del distrito de Arraiján, provincia de Panamá Oeste, Panamá. Fue creado mediante la ley 298 del 28 de abril de 2022, siendo segregado del corregimiento de Vista Alegre. La cabecera es Ciudad Vacamonte. Según datos del XII censo de población realizado en 2023, la población era de 46 597.